# Paul Onyera
Paul Onyera – kenijski piłkarz grający na pozycji pomocnika. W swojej karierze rozegrał 11 meczów i strzelił 1 gola w reprezentacji Kenii.

## Kariera klubowa
W swojej karierze piłkarskiej Onyera grał w klubie Kenya Breweries. Zadebiutował w nim w 1983 roku i jego zawodnikiem był do 1994 roku. Wywalczył z nim mistrzostwo Kenii w sezonie 1994 oraz zdobył dwa Puchary Kenii w sezonach 1989 i 1993.

## Kariera reprezentacyjna
W reprezentacji Kenii Onyera zadebiutował 10 czerwca 1989 roku w zremisowanym 0:0 meczu eliminacji do MŚ 1990 z Egiptem, rozegranym w Kasarani. W 1990 roku został powołany do kadry na Puchar Narodów Afryki 1990. Na tym turnieju rozegrał trzy mecze grupowe: z Senegalem (0:0), z Zambią (0:1) i z Kamerunem (0:2). W kadrze narodowej od 1989 do 1993 wystąpił 11 razy i strzelił 1 gola.